# Osterøy
Osterøy è un comune norvegese della contea di Vestland.
È la città in cui è nato il calciatore ed allenatore Mons Ivar Mjelde.